# 王仲孚
王仲孚（1936年1月11日—2018年10月18日），山东黄县人。中国史历史学家。
幼年正逢戰亂，1949年抵達台湾，幾經漂流，定居台中縣沙鹿鎮北勢頭。北勢國小畢業後，雖考取初中，然因家貧無法就讀，延遲兩年改入大甲初級農業學校(今大甲高工)就讀。其後，以優異成績考取台中師範學校(今台中教育大學)，1958年，畢業後在母校北勢國小服務三年。1961年，保送省立師範大學史地系。史地系毕业後一度於台中女中教書，1969年，返回師大歷史系擔任助教。次年，考取師範大學历史研究所就讀，接受朱雲影教授指導，從事上古史研究。1973年，獲得硕士学位，碩士論文題目為：從傳說史料看中國遠古社會。同年，升任講師。
王仲孚教授代表作：中國上古史專題研究(上古史論文集第一本)深入分析中國古史系統，並修正疑古派觀點，1997年獲得中山學術著作獎，受各方好評。此外，王仲孚教授有鑑於上古史領域教學資源缺乏，特別精選三百多篇中國上古史論文，並做摘要，分門別類，彙編成中國上古史論文摘要一書，提供研究者蒐集上古史材料的線索。王仲孚教授也曾與中國上古史學者共同創辦中國上古史研究專刊，作為青年學者發表的園地。
王仲孚特別關心歷史教育領域，其深感歷史教育教材不足，因此長年投入歷史教科書的編寫，擔任國立編譯館歷史第一冊作者，教科書開放民間編纂後，王教授先後擔任大同資訊、康熹圖書、泰宇出版等公司高中歷史教科書主編，召集人，所編教科書備受各方歷史教師肯定。1997年，匯集多年在歷史教育領域所發表之論文，出版歷史教育論集，對關懷台灣歷史教育發展人士提供了重要參考資料。
王仲孚曾應沙鹿鎮、梧棲鎮之邀請，擔任兩地鎮志的總編纂。其對於能獲得母校北勢國小、大甲農工頒贈傑出校友特別感到高興。
王仲孚之書法與字畫亦有不凡之成就。王教授筆力強健，許多象形文字栩栩如生，並以各體書法結合成吉祥語、古今名言，作品特色鮮明。王教授畫風亦獨樹一幟，曾出版王仲孚書法文字畫冊，並多次舉辦書法文字畫展，頗受各方肯定與喜愛。
王仲孚曾任：國立臺灣師範大學历史系教授、系主任、文学院院长，中国文化大学史學系兼任教授。
1997年，教育部長吳京任內推出《認識臺灣》教材，首次將臺灣相關史地整合成單一課程在國中教授。以王仲孚為首的幾名學者，反對把台灣史與中國史分開，於1999年出版印行《〈認識臺灣〉國中教科書教科書參考檔》一書，強烈批評李登輝政府推行的《認識臺灣》歷史教育是去中國化。
2018年10月18日，於貴州興義旅行途中，因心肌梗塞去世，遺體火化後運回臺灣。

## 著作
- 《中国上古史》， 1988年于海外華僑少年文庫，華僑協會編印，正中書局出版。
- 《中國歷史圖說──殷商時代》， 于1979年7月在新新文化出版社初版；1986年2月在甘霖出版社再版。
- 《中國文明發展史》（與邱添生、高明士、韓復智、蔡學海、吳智和等合編），于1988年6月在國立空中大學印行。
- 《中國上古史研究指南──上古史》（與梁國真合著），于1990年4月，聯經出版事業公司。
- 《歷史人物分析》上冊（與姚秀彥、何啟民合著），于1990年9月，國立空中大學。
- 《中國文化史》（與秦照芬、陳文豪、陳惜珍、陳淑芬合著），于1997年11月，五南圖書出版公司印行。